# Arthrocnemum
Arthrocnemum là chi thực vật có hoa trong họ Amaranthaceae.